# Aïn Bénian
Aïn Benian (em árabe: عين البنيان) (anteriormente Guyotville, durante a colonização francesa) é uma comuna localizada na província de Argel, no norte da Argélia. Sua população era de 68 354 habitantes, em 2008.